# Bucak toplamı, Viranşehir
Bucak toplamı là một xã thuộc huyện Viranşehir, tỉnh Şanlıurfa, Thổ Nhĩ Kỳ. Dân số thời điểm năm 2011 là 9.248 người.